# Pastoralia
Pastoralia is het beleids- en informatieblad van het aartsbisdom Mechelen-Brussel.  Dit maandblad verschijnt tienmaal per jaar. Sinds januari 2008 wordt het blad in het aartsbisdom ook verzonden naar alle scholen van het katholiek basisonderwijs en naar alle godsdienstleerkrachten van het middelbaar onderwijs voor de beide netten.